# Міяма

Мія́ма (яп. みやま市, みやまし, МФА: [mʲijama ɕi̥]?) — місто в Японії, в префектурі Фукуока. Розташоване в південно-західній частині префектури, в нижній течії річки Ябе, на березі моря Аріаке.   Виникло на основі сільських і рибальських поселень раннього нового часу. Отримало статус міста 2007 року. Площа становить 105,12 км². Станом на 1 липня 2012 року населення складало 39 859  осіб, густота населення — 379 осіб/км².  Основою економіки є сільське господарство — вирощування селери, баклажанів, мандаринів, а також рибальство і розведення їстівних водоростей.  В місті розташовані Інститут охорони здоров'я, буддистський монастир Кійомідзу, шінтоїстське святилище Ое, префектурний парк річки Ябе. 

## Географія

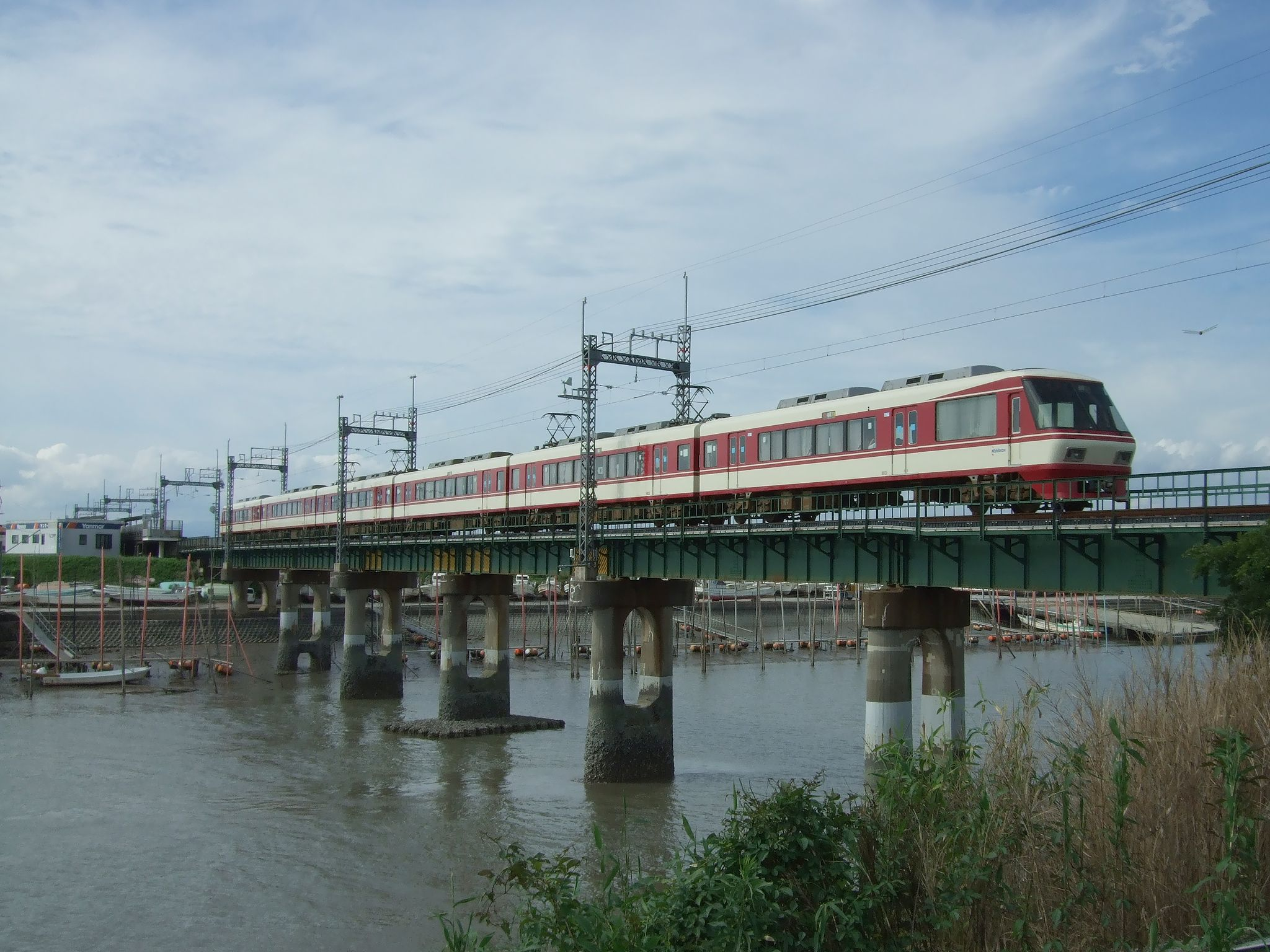
Міст через річку Ябе.

Міяма розташована на півночі острова Кюшю, на південному заході префектури Фукуока. Місто лежить на лівому березі річки Ябе, що впадає до моря Аріаке. На заході Міяма сполучається з містом Янаґава, на півночі — з містом Чікуґо, на півдні — з містом Омута. На південному заході вона має вихід до моря Аріаке. На сході міста переважають гори та пагорби. Решта Міями розкинулася на рівнині Чікуґо, що використовується у сільськогосподарських цілях. На заході проходить залізнична лінія Кашіма компанії JR, залізниця Тенджін-Омута, державний автошлях № 209. Східну частину перетинає державний автошлях № 443 та Кюшюська автострада.

## Історія
Нижня течія річки Ябе, у якій розташована Міяма, була заселеною з давніх часів. В районі Такати лежить стародавній курган Секіджінсан середини 5 століття. У східній пагорбистій частині Міями височіють руїни стародавнього гірського замку Дзояма 8—9 століття.
У середньовіччі на території сучасного міста з'явилися постійні портові поселення вздовж річки Ябе. У 16 столітті, на схід від них пролягав важливий Сацумський шлях, що сполучав північ і південь острова Кюшю. В 17 столітті відрізок цього шляху був перенесений на територію поселення Сетака, що перетворилося на важливий транспортний вузол та центр комерції.
29 січня 2007 року містечка Сетака та Ямакава повіту Ямато об'єдналися з містечком Таката повіту Міїке й утворили нове місто — Міяма. В результаті об'єднання обидва повіти перестали існувати як окремі адміністративні одиниці.

## Населення
Згідно з переписом населення Японії 2005 року на території містечок Сетака, Ямакава і Таката, з яких утворилося місто Міяма, проживало 43 372 осіб. З них 20 285 осіб належали до чоловічої статі, а 23 087 осіб — до жіночої. Кількість господарств становила 13 095.
За даними статистичного відділу префектури Фукуока, станом на липень 2012 року в Міяке проживало 39 859 осіб. З них 18 569 осіб — чоловіки, а 21 290 осіб — жінки. Кількість господарств становила 13 138. На території міста мешкало 74 іноземці.